# آتیلا آبونی
آتیلا آبونی (مجاری: Attila Abonyi؛ ۱۶ اوت ۱۹۴۶ - ۶ ژوئیهٔ ۲۰۲۳) بازیکن و مربی فوتبال مجارستانی‌تبار اهل استرالیا بود.
وی عضو تیم ملی فوتبال استرالیا در جام جهانی فوتبال ۱۹۷۴ بوده‌است.